# 黃孝石
黃孝石（？—1998年），為台灣的資深電視幕後工作者，主要的相關工作經歷大多均在中國電視公司（中視）。

## 簡歷
黃孝石為中視開播元老之一，曾在中視節目部、導播組、編審組及播映組等單位工作近三十年。為提升音樂節目水準，多年來親自參與製作及主持《音樂之窗》、《民謠世界》、《維也納時間》、《歌詩篇篇》等高水準的音樂節目，榮獲國內外各種獎項，更贏得美國太平洋學院榮譽音樂博士。曾擔任公共電視節目製播組音樂節目《音樂之旅》製作人兼主持人兼編導、中視古典音樂節目《維也納時間》主持人、臺灣電視公司（台視）音樂節目《天韻歌聲》主持人。也是國立臺南高級海事水產職業學校校歌作曲者。
1971年中視連續劇《大江南北》，主題曲〈大江南北〉為貢敏作詞、李林作曲、黃孝石主唱。
1971年2月5日，黃孝石的女兒黃心芸出生。黃心芸長大後成為中提琴家。
1978年11月12日，中視成立中視兒童合唱團，黃孝石擔任中視兒童合唱團指揮。
1979年10月31日，中國電視公司出版部發行中視10周年台慶紀念黑膠唱片《中視十年紀念》，黃孝石擔任音效指導（封套背面標示為「錄音指導」）。1982年，黃孝石創立天聲兒童合唱團，天聲兒童合唱團於當年7月17至19日於陽明山浸信會嶺頭山莊舉辦第一屆音樂營。1987年8月，黃孝石擔任《你我他電視周刊》金嗓獎評審委員。1987年11月7日，黃孝石與作詞家陳桂芬製作的中視音樂節目《歌詩篇篇》開播，每星期六晚間播5分鐘，不設主持人，黃孝石邀請作曲家在該節目中重新為現代詩編曲。
1990年，黃孝石擔任第2屆金曲獎評審團主任委員。1991年，黃孝石擔任第3屆金曲獎評審團主任委員。1992年第27屆金鐘獎，黃孝石入圍電視金鐘獎教育文化節目主持人獎。
1998年，黃孝石因胃癌過世，身後留下女兒黃心芸及兒子黃心杰；1998年10月9日，《中視新聞全球報導》的專題報導單元〈台灣心情〉播出黃孝石紀念專輯，訪問黃心芸與黃心杰，追憶黃孝石一生對音樂的執著與理想，黃心芸並現場拉奏一曲獻給父親。

## 著作
- 黃孝石編、李奎然和弦註釋，《童謠圖畫曲集》（第1－3冊），國語日報社1974年初版。
- 黃孝石編著，《民謠世界》，中國電視周刊社1979年10月初版。